# Laubenganghaus (Hürth)

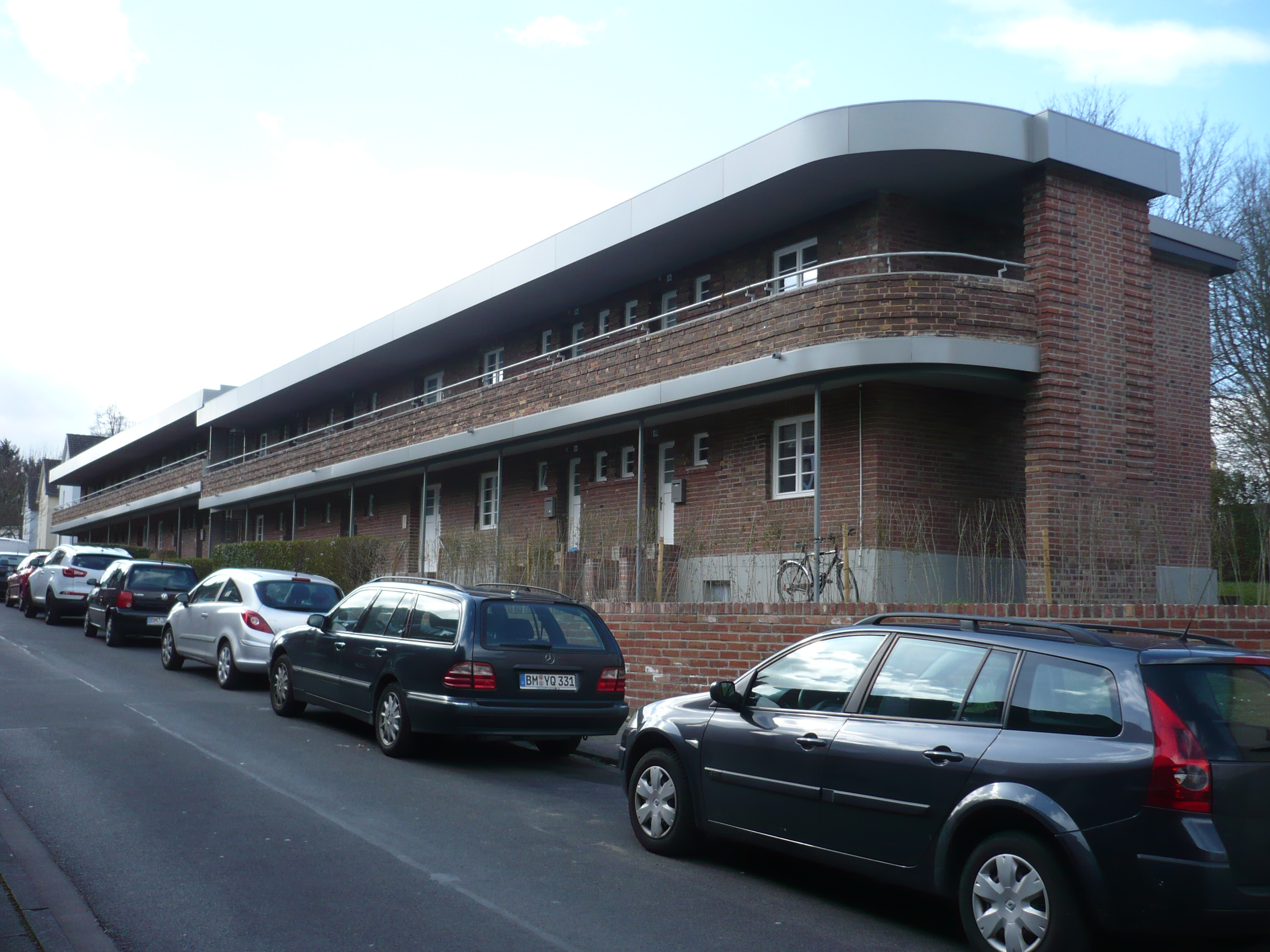
Laubenganghaus in Alt-Hürth

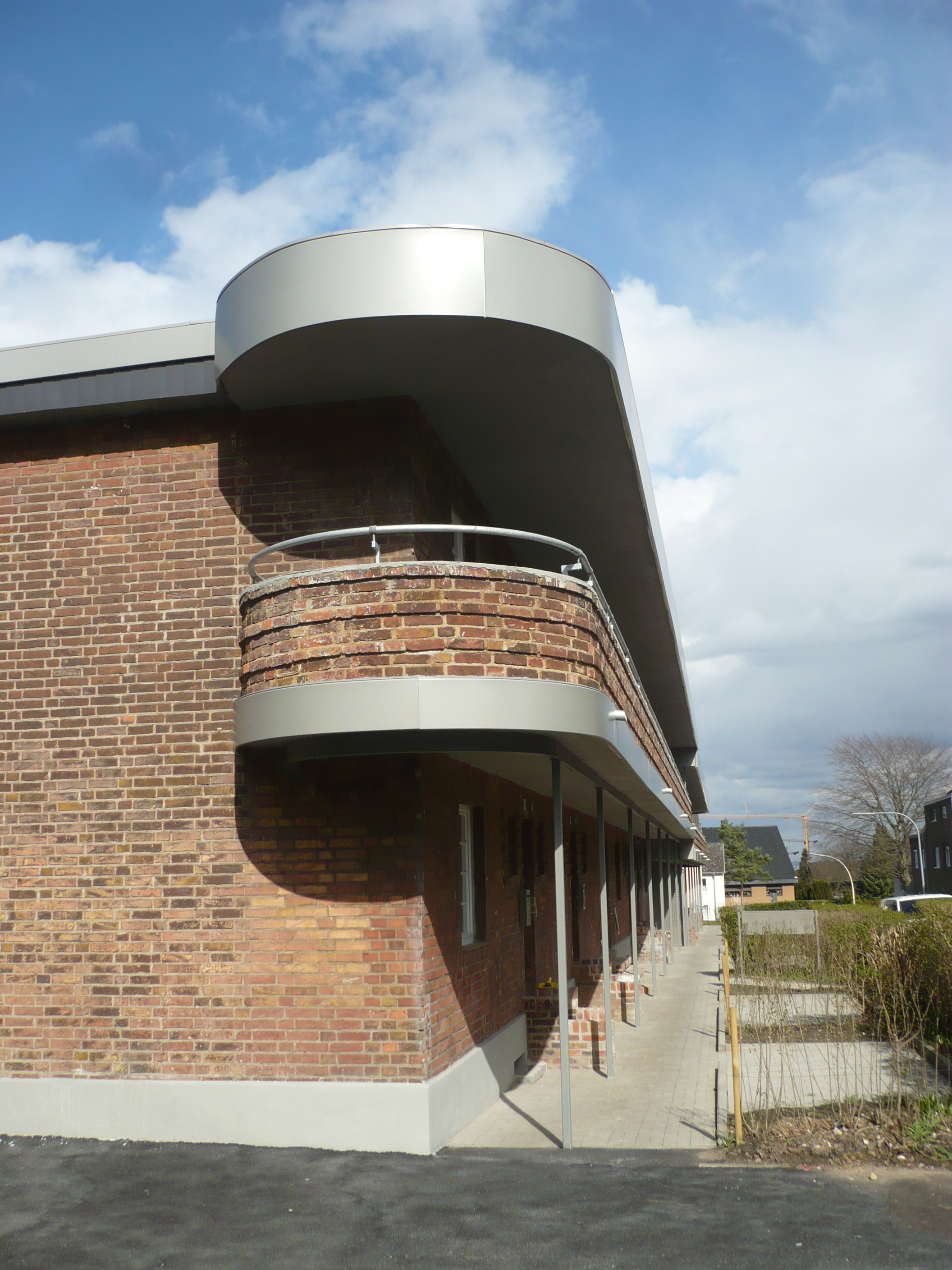
Seitenansicht der Hürth Laubenganghäuser

Das Laubenganghaus in Hürth ist als Laubenganghaus ein denkmalgeschütztes Wohnhausensemble in Alt-Hürth.
Der Gebäudekomplex wurde in den Jahren 1928 bis 1931 vom Hürther Amtsbaumeister Albert Lüttgenau im Bauhaus-Stil errichtet. Die Wohnanlage entsprach in sachlich-funktionaler sowie zeittypischer Architektur den sozialen Wohnungsbau in der Endphase der Weimarer Republik. Die Wohnungen sich ca. 30 bis 40 Quadratmeter groß. Die Laubenganghäuser waren bis 1975 im Besitz der Gemeinde Hürth. 1975 das Gebäude an die GWG Rhein-Erft verkauft. Diese verkauften das Ensemble  2012 weiter an ein privat geführtes mittelständisches Unternehmen. Dieses sanierte das mit den 16 Wohneinheiten in Abstimmung mit der Denkmalbehörde der Stadt Hürth und baute es zum energieeffizienten Denkmal aus.
Die verklinkerten Laubenganghäuser bestehen aus zwei Vollgeschossen. Durch die leichte Hanglage verspringt das Gebäude. Der Zugang zu den beiden Häusern befindet sich mittig der Häuser. Über eine Treppenhaus gelangt man zu den Laubengängen, über die die Wohnungen im ersten Stock erreicht werden. Die unteren Wohnungen sind einzeln über die Veranda zugänglich. Die Laubengänge sind mit einer geschlossenen Brüstung versehen, die einen relingartigen Handlauf aufweist, der halbrund endet. Auf dem Flachdach wiederholt sich die Rundung mit einem gerundeten Überstand. Albert Lüttgenau hat damit Elemente des Schiffsbaus aufgegriffen.